# Phasmalysia zinovjevi
Phasmalysia zinovjevi är en stekelart som beskrevs av Vladimir Ivanovich Tobias 1971. Phasmalysia zinovjevi ingår i släktet Phasmalysia och familjen bracksteklar. Inga underarter finns listade i Catalogue of Life.